# Gottfried Olsén
Gottfried Olsén (i riksdagen kallad Olsén i Arvika), född 22 december 1848 i Arvika församling, död 19 mars 1930 i Arvika stadsförsamling, var en svensk grosshandlare och politiker.
Olsén blev 1864 elev vid Schwanbecks handelsskola i Rostock. Han verkade från 1866 som tobaksfabrikör i Arvika. Åren 1872-1879 var han kontrollant vid Värmlands enskilda banks kommissionskontor. 
Olsén var ledamot av första kammaren 1889-1892 samt 1902-1911, invald av Värmlands län. Under riksdagarna 1890, 1892, och 1903 var han suppleant i tillfälligt utskott. Han var suppleant i bankoutskottet 1891 och 1892 samt suppleant i särskilt utskott 1891 och 1903.

## Fotnoter
1. ↑  Sveriges Dödbok 1901–2009, DVD-ROM, Version 5.00, Sveriges Släktforskarförbund (2010).